# Kapelski Vrh, Radenci
Kapelski Vrh [kápelski vrh] je naselje v Občini Radenci.
Kapelski vrh je po slemenu razloženo naselje in ena od najbolj priljubljenih izletniških točk v Radgonsko-kapelskih goricah. Tu so obširni vinogradi, ter nasadi jabolk, breskev in ribeza. Na najvišji
točki  312 mnm visokem vrhu, imenovanem Kapela stoji župnijska cerkev sv. Marije Magdalene. Od cerkve je lep razgled po vsem Pomurju, ob jasnem vremenu tudi do Blatnega jezera.